# Taigà escandinava i russa
La taiga escandinava i russa és una ecoregió terrestre definida pel fons mundial per la naturalesa (WWF). La seva localització va del bioma taigà fins a l'ecozona paleàrtica. Ocupa al voltant de 2.156.900 km², que la converteixen l'ecoregió més vasta d'Europa. Aquesta superfície està repartida entra Noruega, Suècia, Finlàndia i el nord de Rússia. Està vorejada per la tundra al nord i els boscos mixtos sarmàtics al sud.

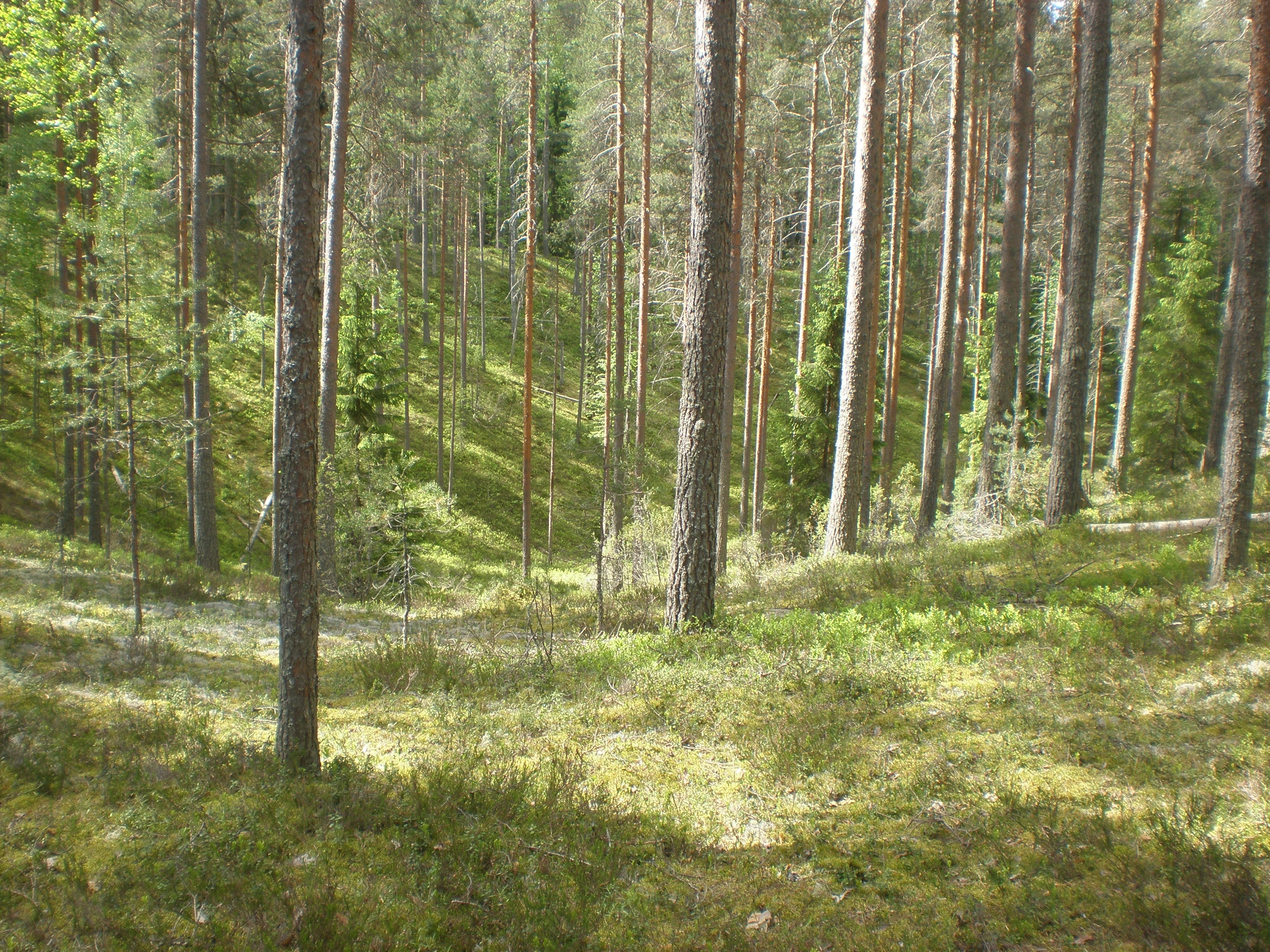
Bosc de pi roig (Pinus sylvestris) amb un sotabosc de bruguerola (Calluna vulgaris) al Parc Nacional de Leivonmäki, Finlàndia.
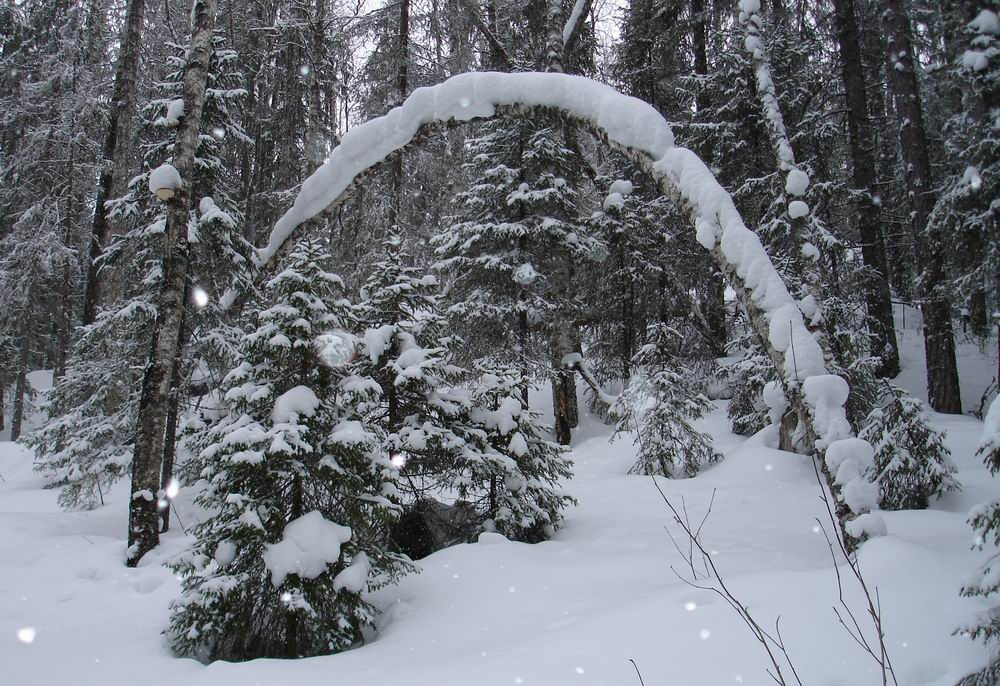
Bosc de taigà prop d'Archangelsk
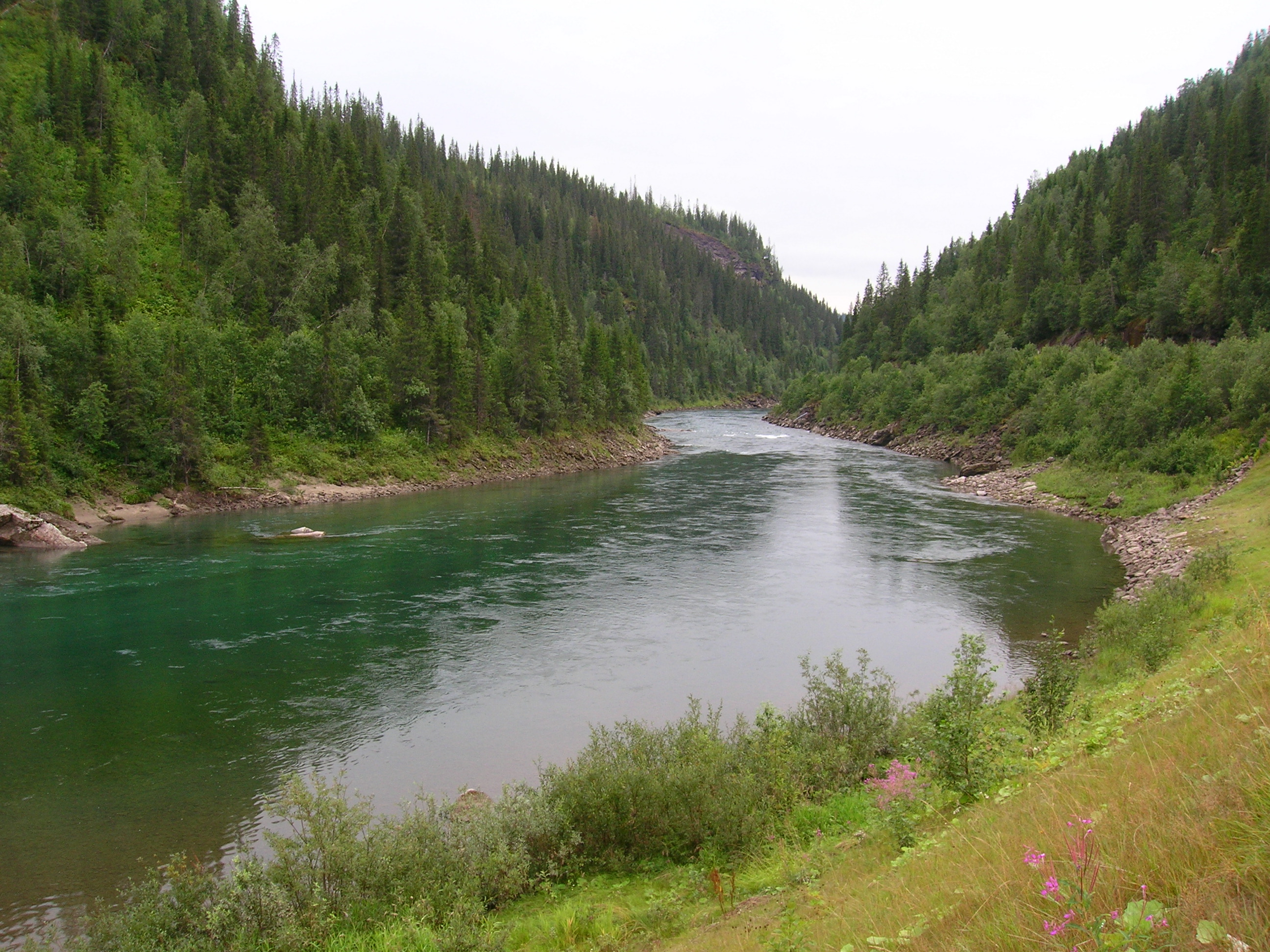
Hi ha molts rius i llacs a la taigà. Bosc boreal noruec prop del cercle polar àrtic a Rana.